# (2458) Вениакаверин
(2458) Вениакаверин (лат. Veniakaverin) — типичный астероид главного пояса, открыт 26 мая 1976 года советским астрономом Николаем Черных в Крымской астрофизической обсерватории и 28 мая 1991 года назван в честь советского писателя Вениамина Каверина.

## Обнаружение и именование
(2458) Вениакаверин
Открыт 26 мая 1976 года в Научном Н. С. Черных.
Назван в память о знаменитом советском писателе Вениамине Александровиче Каверине (1902—1989).
Оригинальный текст (англ.)2458 Veniakaverin
Discovered 1977-09-11 by Chernykh, N. at Nauchnyj.
Named in memory of the famous Soviet writer Veniamin Aleksandrovich Kaverin (1902—1989).
Источники: DISCOVERY.DB; M.P.C. 18304.

## Орбита

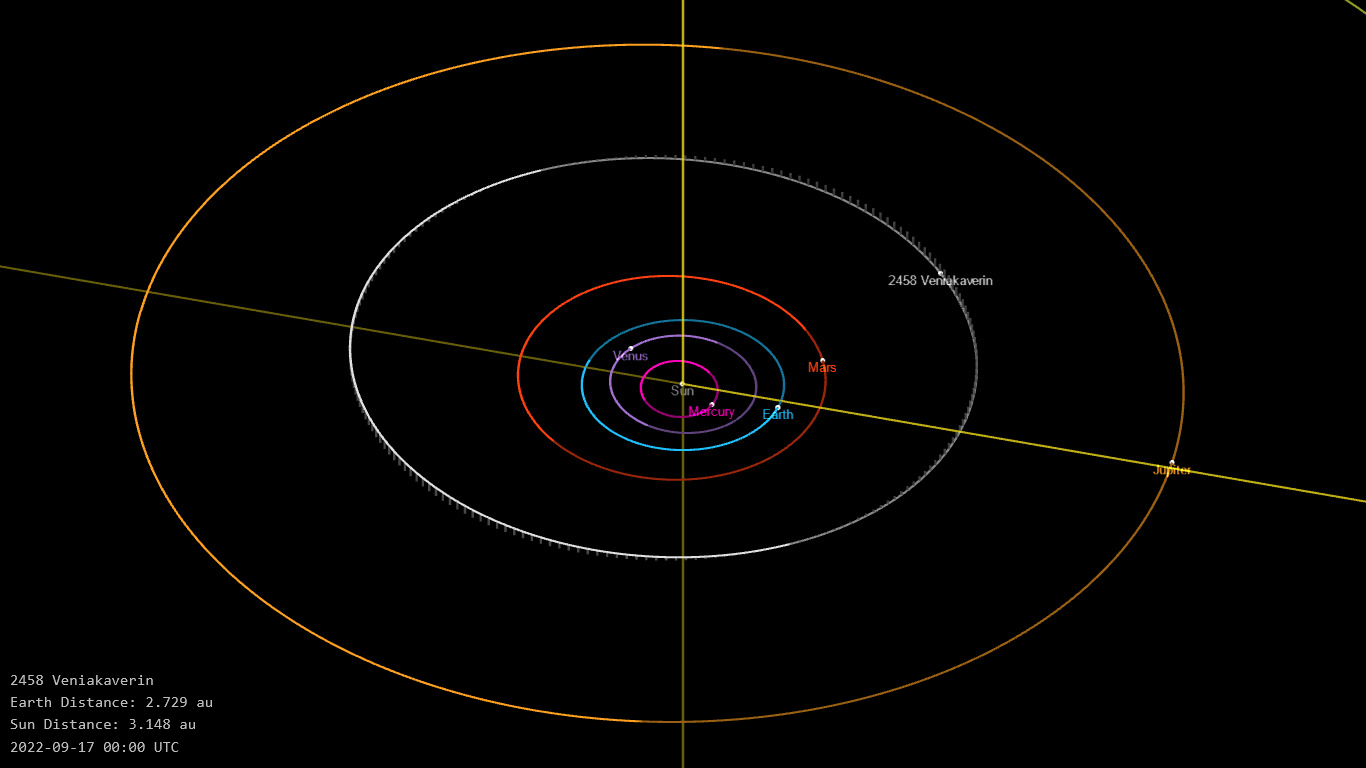
Орбита астероида Вениакаверин и его положение в Солнечной системе

## Физические характеристики
Астероид относится к таксономическому классу C.
По результатам наблюдений в инфракрасном диапазоне орбитальной обсерватории IRAS и спутника Akari и наблюдений в видимом и ближнем инфракрасном диапазоне космического телескопа NEOWISE диаметр астероида сначала оценивался равным 24,01±1,4 км, позже — 22,237±0,121 км, 24,72±1,12 км, 22,29±6,85 км и 22,764±0,138 км. Согласно тем же источникам альбедо оценивается как 0,0584±0,007, 0,0681±0,0078, 0,057±0,006, 0,06±0,05 и 0,066±0,013.